# Borobudur
Borobudur (en javanès barabudhur o barabudur) és una stupa budista amb silueta piramidiforme relacionada amb la tradició Mahayana, que està ubicada a prop de Magelang, a la província de Java central d'Indonèsia, quaranta quilòmetres al nord-oest de Yogyakarta. És el monument budista més gran de món. Va ser construït entre els anys 750 i 850 pels sobirans de la dinastia Sailendra. El nom pot derivar del 'sànscrit  Vihara Buddha Ur , que es tradueix com «el temple budista a la muntanya».
El monument està compost per sis plataformes quadrades amb tres plataformes circulars sobre aquestes i decorat amb 2.672 relleus i 504 estàtues de Buda. Al centre de la plataforma superior hi ha la cúpula principal envoltada per 72 estàtues de Buda assegudes dins de stupes.
El monument és un santuari i lloc de pelegrinatge budista. El viatge dels pelegrins comença a la base del monument i continua per un camí que l'envolta, mentre ascendeix fins al cim a través dels tres nivells de la cosmologia budista. Durant el viatge, el monument guia als pelegrins a través d'un sistema d'escales i corredors.
L'evidència suggereix que Borobudur va ser abandonat després del segle XIV amb l'ocàs dels regnes budistes i hindús a Java, i la conversió dels illencs a l'islam. Va ser descobert l'any 1814 per Thomas Stamford Raffles, governador britànic de Java. Des de llavors, Borobudur ha estat conservat mitjançant nombroses restauracions. El projecte de restauració més important va ser dut a terme entre 1975 i 1982 pel Govern d'Indonèsia i la UNESCO, després d'això el monument va ser nomenat Patrimoni de la Humanitat. Borobudur és encara utilitzat com a lloc de peregrinació, on una vegada a l'any els budistes d'Indonèsia celebren el Vesak en el monument. A més, Borobudur és l'atracció turística més visitada d'Indonèsia.

## Etimologia

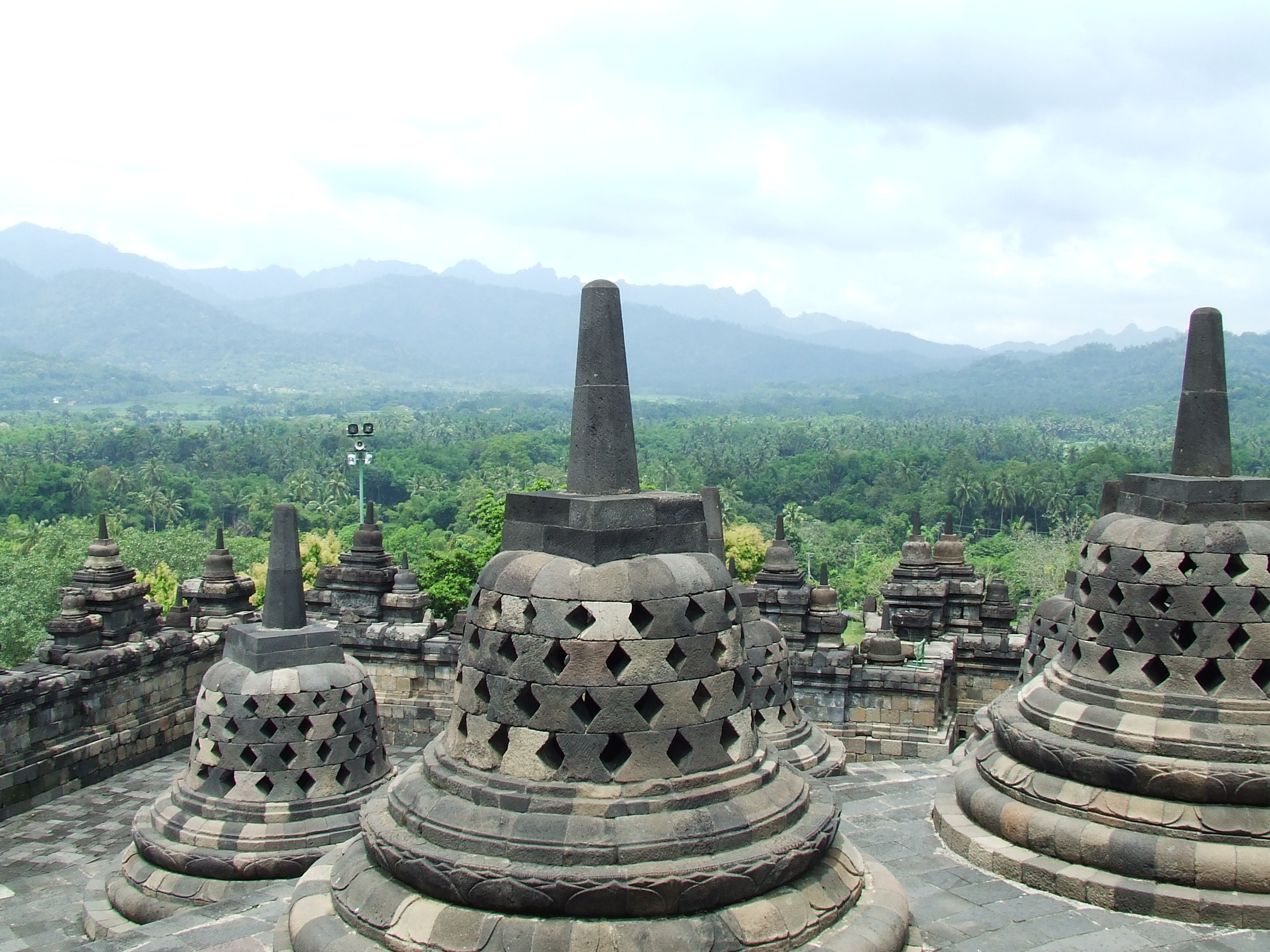
Les stupes de Borobodur. Durant segles, aquest lloc estigué desert

En indonesi, els temples són coneguts com a candidats, és per això que Borobudur és conegut localment com Candi Borobudur . El terme és utilitzat també per descriure qualsevol estructura antiga. Els orígens del nom Borobudur no són clars, encara que això no és poc comú, ja que la majoria dels noms d'alguns candidats no són coneguts. El nom de Borobudur va ser escrit per primera vegada en un llibre sobre la història de Java de Thomas Stamford Raffles. Raffles va escriure sobre l'existència d'un monument anomenat Borobudur, però no s'han trobat documents més antics que utilitzin el mateix nom. L'únic escrit antic que dona algun indici sobre aquest temple és Nagarakertagama, escrit per Mpu Prapanca a 1365, el qual esmenta a Budur com un santuari budista. El nom podria ser relacionat amb Borobudur, però al manuscrit no dona major informació.
Es creu que el nom 'Bore-Budur' i, per tant, 'Borobudur', va ser escrit per Raffles en anglès per referir-se a Bore, llogaret proper al temple; molts candi són nomenats basant-se en llogarets propers. Si s'hagués pres en compte el llenguatge utilitzat a la zona, el nom del monument hauria estat BudurBoro. Raffles a més suggereix que Budur podria relacionar-se amb la paraula Buda ('antic') - per exemple, 'antic Bor'. Una altra hipòtesi sosté que 'Bor' va ser pres de l'antic terme bhar  ('honorable'), descrivint el monument com "l'honorable Buda". Una altra interpretació prové de la paraula Biara ('monestir'), de manera que s'estaria referint al monument com a 'monestir de Budur'.

## Ubicació

Localització de Borobudur-Pawon-Mendut en una sola línia recta.

Un gran nombre de temples budistes i hindús estan situats a aproximadament 40 km (25 milles) al nord-oest de  Yogyakarta, en una àrea elevada entre dos volcans bessons, Sundoro - Sumbing i Merbabu - Merapi, i els rius Progo i Elo. Segons un mite local, l'àrea coneguda com plana Kedu és un lloc sagrat i denominat 'el jardí de Java' per la seva alta fertilitat. Durant la primera restauració, es va descobrir que tres temples budistes de la regió, Borobudur, Pawon i Mendut, estan situats en una posició en línia recta. Podria ser coincidència, però la seva alineació concorda amb una llegenda local, la qual explica que fa molt temps existia un camí emmurallat que anava de Borobodur a Mendut. Els tres temples posseeixen una arquitectura i decoració similars, provinents del mateix període, el que suggereix una relació entre ells.
A diferència d'altres temples, que estan construïts en una superfície plana, Borobudur va ser construït en un turó, a 265 m sobre el nivell de la mar i 15 m sobre el llac sec que l'envolta. l'existència del llac va ser motiu d'intenses discussions entre arqueòlegs durant el segle XX; es pensava que Borobudur va ser construït en les ribes de l'estany o fins i tot que surava en ell. El 1931, l'artista holandès i estudiant d'arquitectura hindú i budista, W.O.J. Nieuwenkamp, va formular una teoria en què la plana Kedu va ser un llac i Borobudur representava una flor de lotus surant en aquest.  Les flors de lotus són presents en gairebé totes les obres d'art budistes, gairebé sempre servint com a tron per buda o base de les stupes. L'arquitectura del temple en si suggereix una representació de lotus, a on les postures de Buda a Borobudur simbolitzen el Sutra del Lotus, present en diversos textos Mahayana (escola de budisme que es va expandir per les regions del sud-est asiàtic i est d'Àsia). Tres plataformes circulars al cim del monument representen un full de lotus. La teoria de Nieuwenkamp, però, va ser contra argumentada per diversos arqueòlegs a causa que el temple està envoltat per terreny sec.
Els geòlegs, d'altra banda, donen suport al punt de vista de Nieuwenkamp, basant-se en sediments d'argila trobats a prop del lloc. Un estudi d'estratigrafia, sediments i pol·len dut a terme en 2000 dona suport a l'existència d'un antic llac a prop de Borobudur. l'àrea de l'estany, però, va fluctuar amb el temps; un estudi prova que Borobudur va estar prop de la riba de l'estany entre els segles XIII i XIV. El recorregut dels rius i activitats volcàniques van influir en la forma del relleu, incloent-hi el llac. Un dels volcans més actius a Indonèsia, la Muntanya Merapi, està bastant a prop de Borobudur i la seva activitat es remunta al Plistocè.

## Història

### Construcció

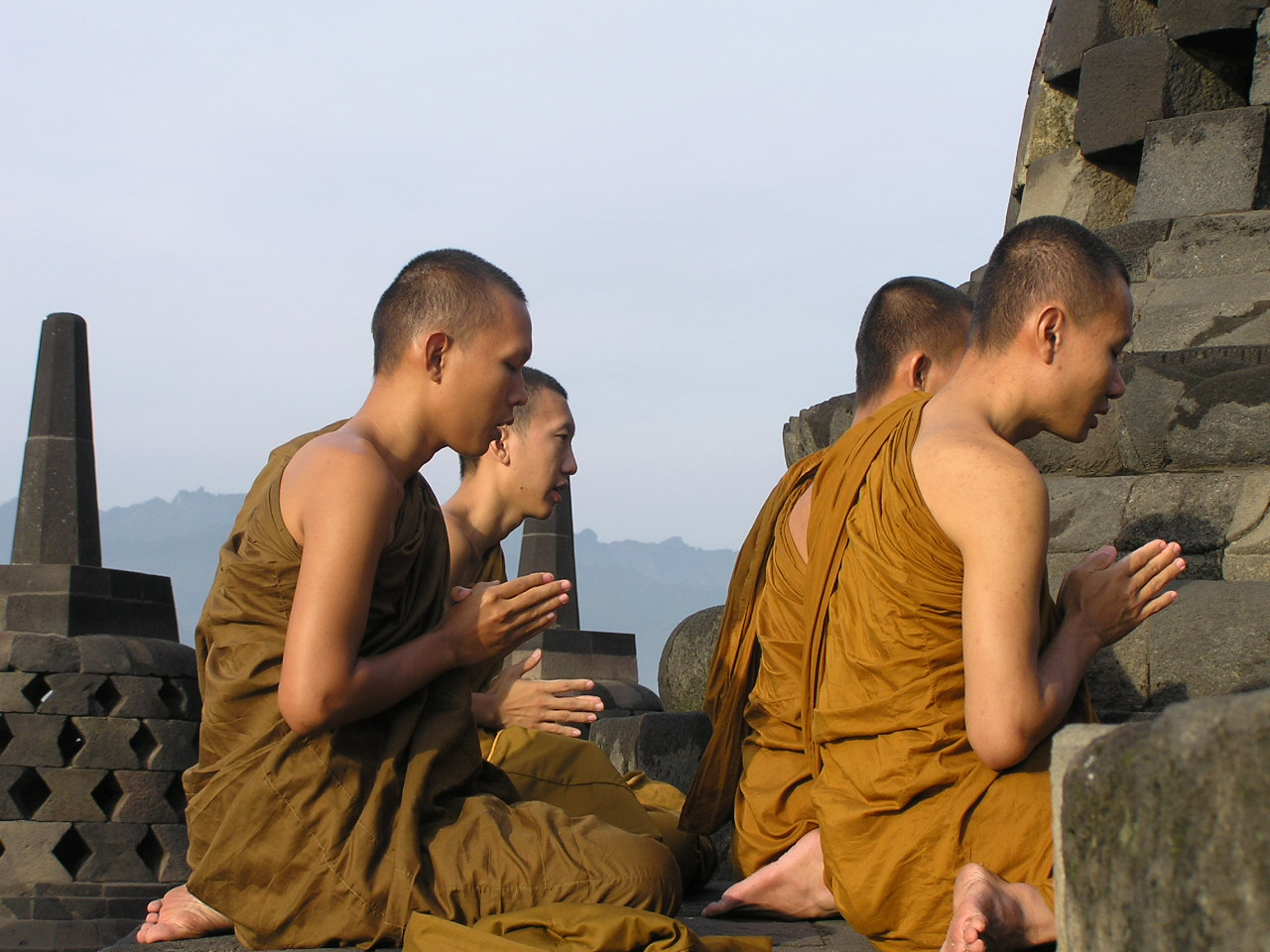
Pelegrins budistes meditant en el cim del temple.

No hi ha evidència escrita de qui va construir Borobudur, o del seu propòsit original. El període de construcció es va estimar comparant els relleus esculpits a la base del temple i les inscripcions utilitzades comunament entre els segles vuitè i novè. Es creu que Borobudur va ser fundat aproximadament cap l'any 800. Això correspon al període entre els anys 760 i 830 d C., l'apogeu de la dinastia Sailendra a Java Central, quan va estar sota la influència de l'imperi Srivijaya. S'estima que la construcció va trigar 75 anys i que va ser finalitzada cap l'any 825, durant el regnat de Samaratunga.
Hi ha una confusió entre els governadors hindús i budistes de Java durant aquest període. Els Sailendras són coneguts per ser seguidors de Buda, però unes inscripcions en pedra trobades a Sojomerto suggereixen que van ser hindús. Durant aquesta època molts monuments budistes i hindús van ser construïts en les planes i muntanyes al voltant de la plana Kedu. Els monuments budistes, incloent-hi Borobudur, van ser creats al mateix temps que el temple hindú Prambanan. L'any 732, el rei Sanjaya, fundador de la dinastia Sailendra, va encarregar la construcció d'un santuari hindú en honor de Shivá al turó Ukir, situada només a 10 km a l'est de Borobudur. El successor immediat de Sanjaya, Rakai Panangkaran, va ser associat amb el temple budista Kalasan, com apareix a l'inscripció Kalasan escrita l'any 778. Els antropòlegs creuen que la religió mai va ser un conflicte seriós en Java. Era possible que un rei hindú manés construir un temple budista; o que un budista actués de manera similar.

### Abandonament

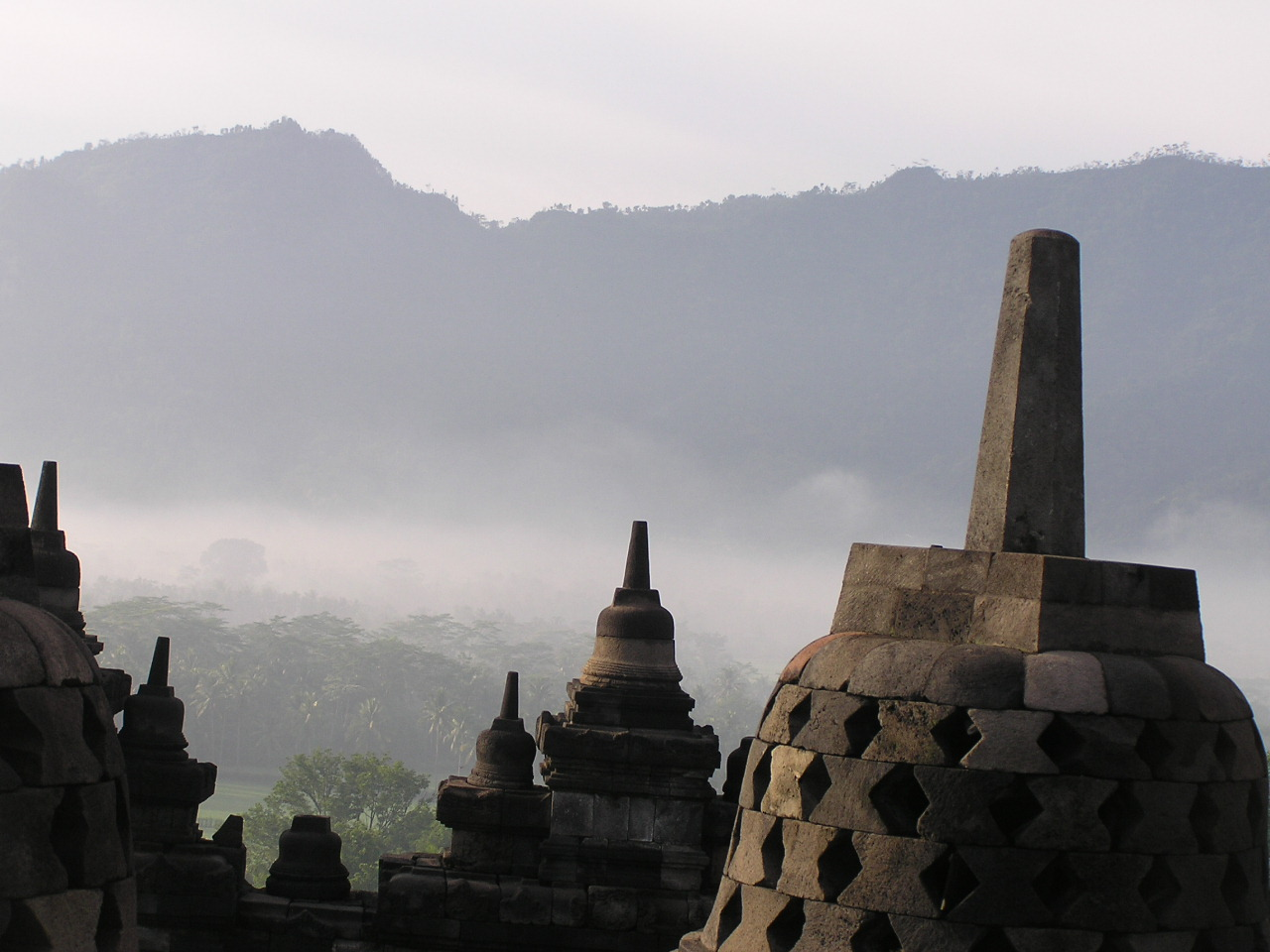
Stupes de Borobudur amb vista a les muntanyes de Java. Han estat abandonades durant segles.

Durant segles, Borobudur va estar cobert per capes de cendra volcàica i vegetació. Les raons de l'abandó d'aquest temple es mantenen desconegudes. No se sap amb certesa quan va ocórrer el cessament d'activitats d'aquest lloc de peregrinació.
Una suposició sosté que el temple va ser abandonat a causa que gran part de la població va ser convertida a l'islam durant el segle xv. Una altra teoria es basa en la fam provocada per una erupció volcànica (aproximadament en l'any 1006) la qual va obligar els habitants a abandonar les seves terres i el monument. Es diu a més que l'esdeveniment va causar una migració des de la plana Kedu fins a l'est de Java prop de la vall Brantas al voltant de l'any 928.
No obstant això, el monument mai va ser completament oblidat pels habitants de la zona. En comptes de glorificar la història del monument, la imatge d'aquest es va convertir en una de més supersticiosa associant-la amb mala sort i misèria. Dos antics manuscrits (babad) del segle xviii esmenten la mala sort del monument. Segons el  babad Tanah Jawi  (o  Història de Java ), el monument es va convertir en un factor fatal per al rebel que va causar una revolta en contra del rei de Mataram l'any 1709. El pujol va ser assetjat i els insurgents van ser vençuts i sentenciats a mort per ordre del rei. Al  babad Mataram  (o  Història del Regne Mataram ), el monument va ser associat a la desgràcia soferta per l'hereu al tron del sultanat de Yogyakarta l'any 1757. Tot i que existia una restricció per visitar el monument, es va apoderar d'una de les estàtues que formaven part d'aquest. Tan aviat com va tornar al seu palau, va morir d'una estranya malaltia que va durar només un dia.

### Redescobriment

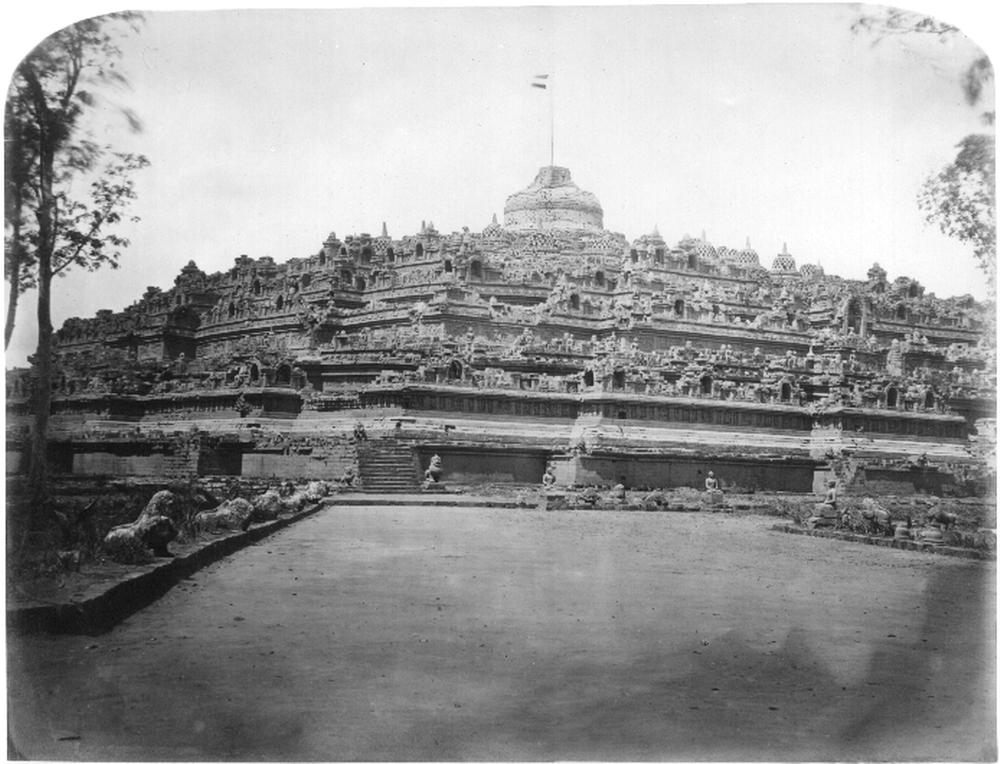
La primera fotografia del monument, feta per Isidore van Kinsbergen (1873).

Després de la guerra entre el Regne Unit i els Països Baixos haguda a Java, l'illa va estar sota administració britànica entre els anys 1811 i 1816. El governador general assignat va ser Thomas Stamford Raffles, qui estava bastant interessat en la història de Java. Va col·leccionar antiguitats i prenia nota sobre la informació rebuda per part dels nadius durant les seves expedicions. Durant un viatge a Semarang en 1814, se el va informar sobre un gran monument anomenat Chandi Borobudur el qual estava situat a la jungla propera al llogaret de Bumisegoro.  Va enviar a l'enginyer holandès HC Cornellius perquè investigués el lloc.
Durant dos mesos, Cornellius i els seus 200 homes van tallar arbres, van cremar vegetació i van excavar per poder aclarir el monument. A causa dels perills d'ensorrament, no van poder explorar les galeries. Va reportar els seus descobriments a Raffles incloent diversos dibuixos. Tot i que el descobriment és esmentat en unes breus paraules, Raffles és acreditat per centrar l'atenció del món cap al monument.
Hartmann, administrador holandès de la regió de Kedu, va continuar el treball de Cornellius i l'any 1835 el monument va ser completament desenterrat. Els seus interessos en Borobudur eren més personals que oficials. No obstant això, Hartmann no va escriure cap informe sobre les seves activitats; en particular, la presumpta història en la qual ell va descobrir la gran estàtua de Buda situada a l'stupa principal. L'stupa principal del monument es troba buida. L'any 1842, Hartmann va investigar la cúpula principal, però els seus descobriments encara no es coneixen.
El govern de les Índies Orientals Neerlandeses va enviar a l'enginyer holandès F.C. Wilsen, qui va realitzar centenars de dibuixos. Mentrestant, J.F.G. Brumund va ser assignat per realitzar un detallat estudi sobre el monument, el qual va ser completat en 1859. El govern pretenia publicar un article basat en els estudis de Brumund i il·lustrat amb alguns dibuixos de Wilsen, però Brumund va refusar cooperar. El govern va assignar a una altra persona, C. Leemans]qui va compilar una monografia utilitzant les investigacions de Brumund i Wilsen. L'any 1873, va ser publicada la primera monografia basada en un estudi detallat de Borobudur, a l'any següent es va fer una traducció al francès.  La primera fotografia del monument va ser presa en 1873 per l'holandès Isidore van Kinsbergen.
L'apreciació del lloc es va anar desenvolupant lentament. Alguns objectes van ser sostrets per lladres. L'any 1882, l'inspector en cap d'accidents va recomanar que Borobudur fos completament desmuntat i les seves restes dutes a museus a causa de les males condicions en què es trobava l'estructura. Després d'això el govern va assignar a l'arqueòleg Groenveldt, perquè realitzés una investigació sobre les condicions en què es trobava el monument. El report va demostrar que la por respecte a les condicions del monument eren injustificades i que Borobudur havia de romandre intacte.

### Esdeveniments contemporanis

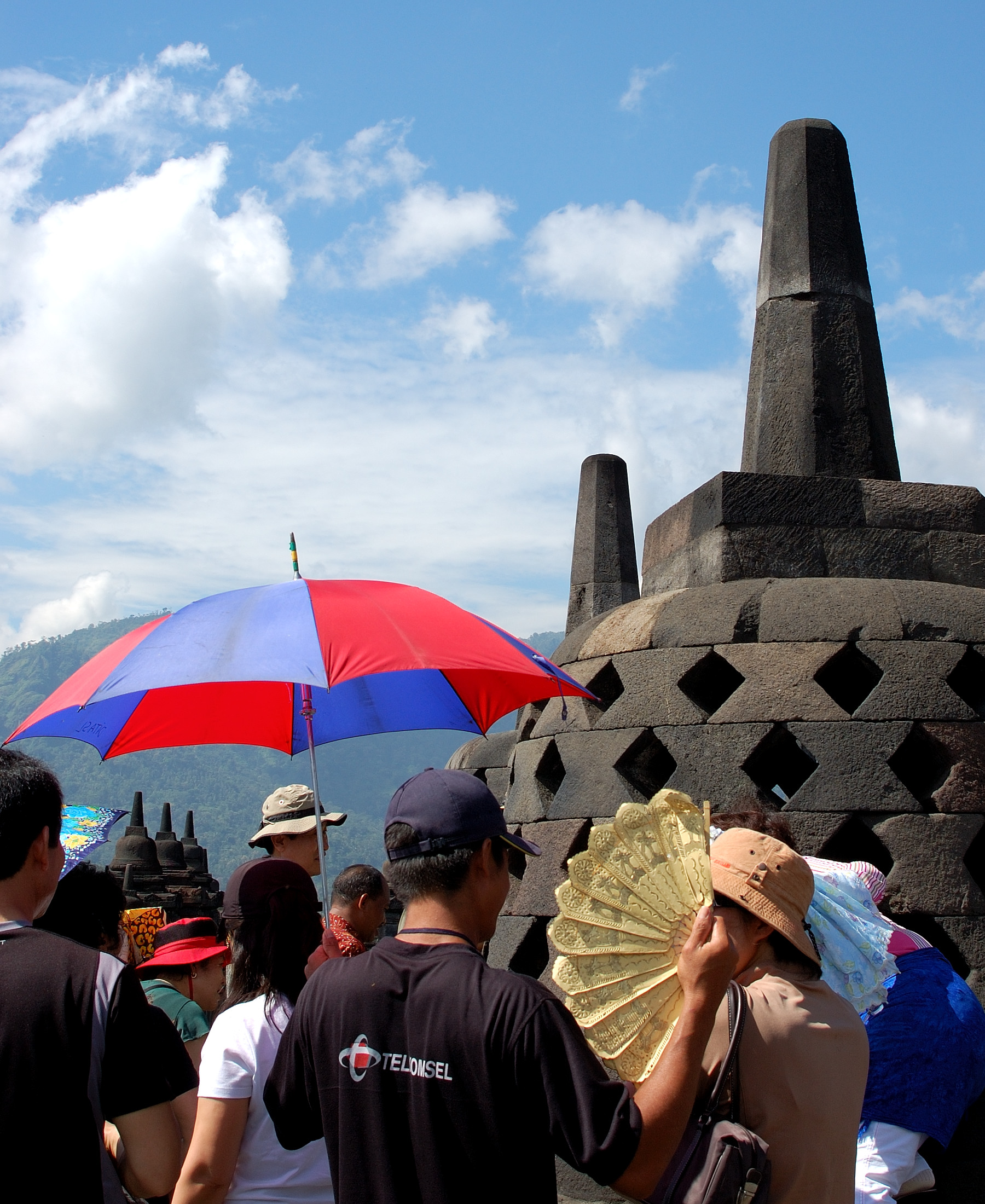
Turistes a Borobudur.

Després de la remodelació de l'any 1973 realitzada per la UNESCO, Borobudur va ser utilitzat novament com a lloc d'adoració i pelegrinatge. Un cop a l'any, durant la lluna plena al maig o juny, els budistes a Indonèsia observen el Vesak (en indonesi: Waisak) commemorant el naixement, mort i moment en què Siddhārtha Gautama aconsegueix la màxima saviesa per convertir-se en Buda. El Vesak és un dia de festa a Indonèsia i la cerimònia està centrada en els tres temples budistes caminant des de Mendut a Pawon i finalitzant a Borobudur.
El monument és l'atracció turística més visitada d'Indonèsia. El 1974, 260.000 turistes dels quals 36.000 eren estrangers, van visitar Borobudur. Els visitants van augmentar a 2,5 milions anuals (el 80% corresponia a indonesis) a mitjans dels anys 90, després de la crisi econòmica del país. El desenvolupament del turisme, però, ha estat criticat per no incloure a la comunitat local, la qual cosa ha creat certs conflictes. L'any 2003, els residents i petits empresaris ubicats als voltants de Borobudur van organitzar diverses juntes i protestes, a causa la decisió de govern de construir un centre comercial anomenat 'Java World'.
El 21 de gener de 1985, nou stupes van ser danyades a causa de l'atac d'unes bombes. el 1991, un predicador musulmà cec, Hussein Ali a l'Habsyie, va ser sentenciat a cadena perpètua per dirigir una sèrie d'atacs amb bombes a mitjans dels anys 80, incloent-hi el ja esmentat. Altres dos membres d'un grup extremista de dreta, que van estar implicats en els atacs, van ser sentenciats a 20 i 13 anys de presó el 1986. El 27 de maig del 2006, la costa sud de Java va patir un terratrèmol de magnitud 6,2 a l'escala de Richter. L'esdeveniment va produir diversos danys a la regió i alguns ferits a la ciutat de Yogyakarta, però, Borobudur es va mantenir intacte.

## Arquitectura

Plànol de Borobudur.

Borobudur està construït com una gran stupa, i quan és vist des de dalt pren la forma d'un mandala budista, representant simultàniament la cosmologia budista i naturalesa de la ment. La base és un quadrat, amb una mesura aproximada de 118 metres per costat. Té nou plataformes, de les quals les sis inferiors posseeixen forma de quadrat i les restants són circulars. Les plataformes superiors presenten setanta-dos petits stupes que envolten una més gran. Cada stupa té forma de campana i està decorada per diferents forats. Hi ha una estàtua de Buda dins de cada stupa.
Van ser utilitzades aproximadament 55.000 m³ de pedres, les quals van ser preses de diversos rius per construir el monument. Les pedres van ser tallades, transportades i posades sense morter. Van ser utilitzades esquerdes i protuberàncies per poder acoblar les pedres entre si. Els relleus van ser creats in situ després que el monument va ser acabat. El monument està equipat amb un sistema de drenatge per combatre les precipitacions presents a la regió. Per evitar inundacions, van ser posats 100 canelles en cada cantonada, els quals tenen tallades gàrgoles (makaras).

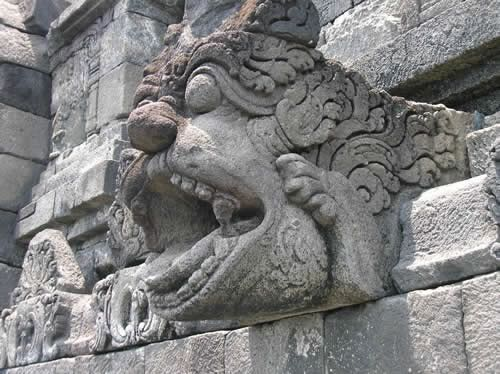
Una canella tallada (makaras), part del sistema de drenatge.

Borobudur difereix amb el disseny general d'aquest tipus d'estructures. En comptes d'estar construït sobre una superfície plana, Borobudur està construït en un turó natural. La tècnica de construcció, però, és similar a la d'altres temples en Java. Sense espais interiors com altres temples i amb la forma d'una piràmide, Borobudur va ser identificat al principi com una stupa, en lloc d'un temple (o candi en indonesi). Una stupa és denominada com un sepulcre per a Buda. Algunes vegades els stupes van ser construïdes com a símbols de lloança budistes. Un temple, d'altra banda, és utilitzat com la llar d'una deïtat i posseeix espais interiors per a la veneració. La complexitat del disseny, però, suggereix que l'estructura en realitat és un temple. L'adoració realitzada en Borobudur es duu a terme com una peregrinació. Els visitants són guiats mitjançant el sistema d'escales i corredors ascendint cap a les plataformes superiors. Cada plataforma representa un estat d'il·luminació. El camí que guia als pelegrins va ser dissenyat amb símbols sagrats basats en la cosmologia budista.

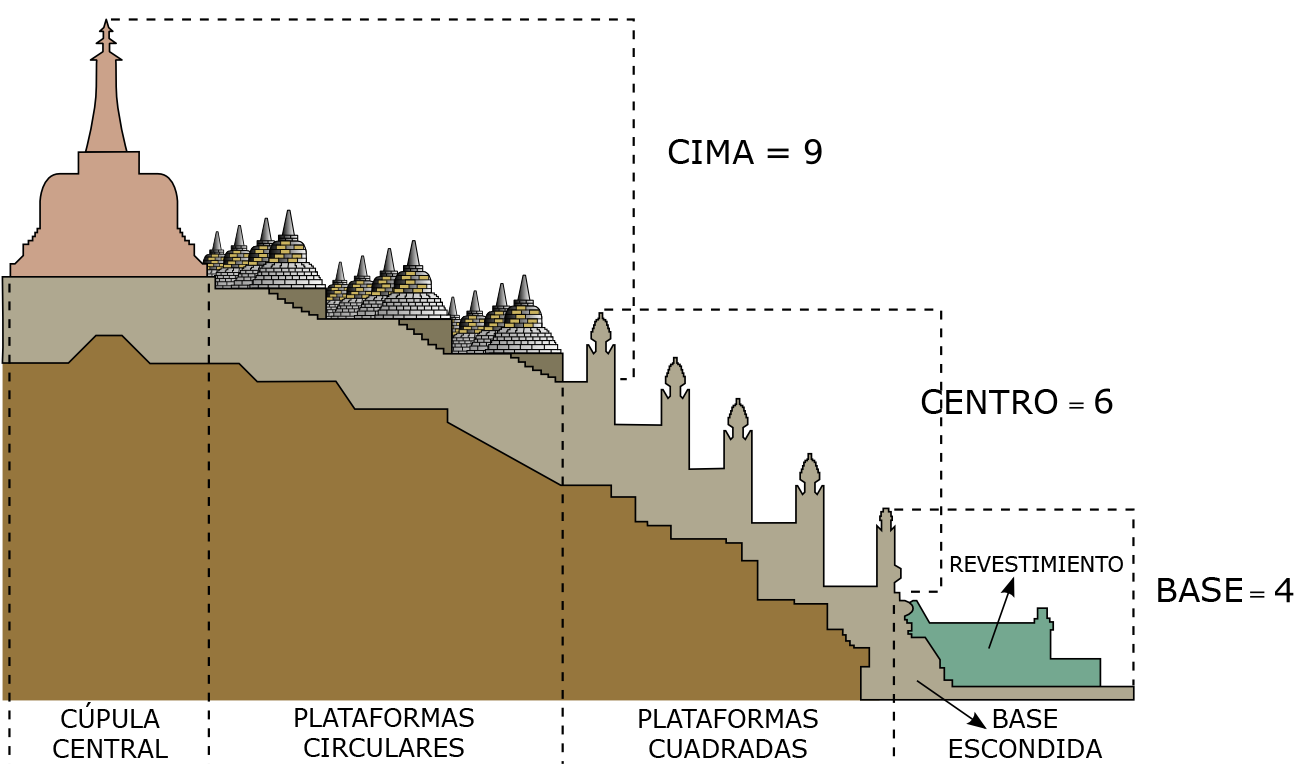
Vista lateral del temple. S'indica la raó 4: 6: 9 per la base, centre i cim respectivament.

No se sap molt sobre l'arquitecte Gunadarma. el seu nom va sorgir del folklore de Java més que d'inscripcions o escrits antics. Es diu que és qui "... porta la regla, coneix les divisions i pensa en ell mateix com compost per parts". La unitat de mesura bàsica que es va utilitzar durant la construcció és anomenada tala, definida com la distància entre la part superior del front i la barbeta o la distància entre l'extrem del dit polze i l'extrem de l'anular quan tots dos estan estesos al màxim. La unitat és òbviament relativa depenent de cada persona, però el monument posseeix mesures exactes. Una inspecció duta a terme l'any 1977 va revelar la presència de la raó 4: 6: 9 al llarg de tot el monument. L'arquitecte hauria utilitzat aquesta raó per traçar les dimensions de Borobudur. La raó va ser també trobada en els temples propers de Pawon i Mendhut. Els arqueòlegs van postular que la raó i dimensió  tala  estan basades en temes cosmològics i astronòmics, com en el cas del temple budista Angkor Wat a Cambodja.

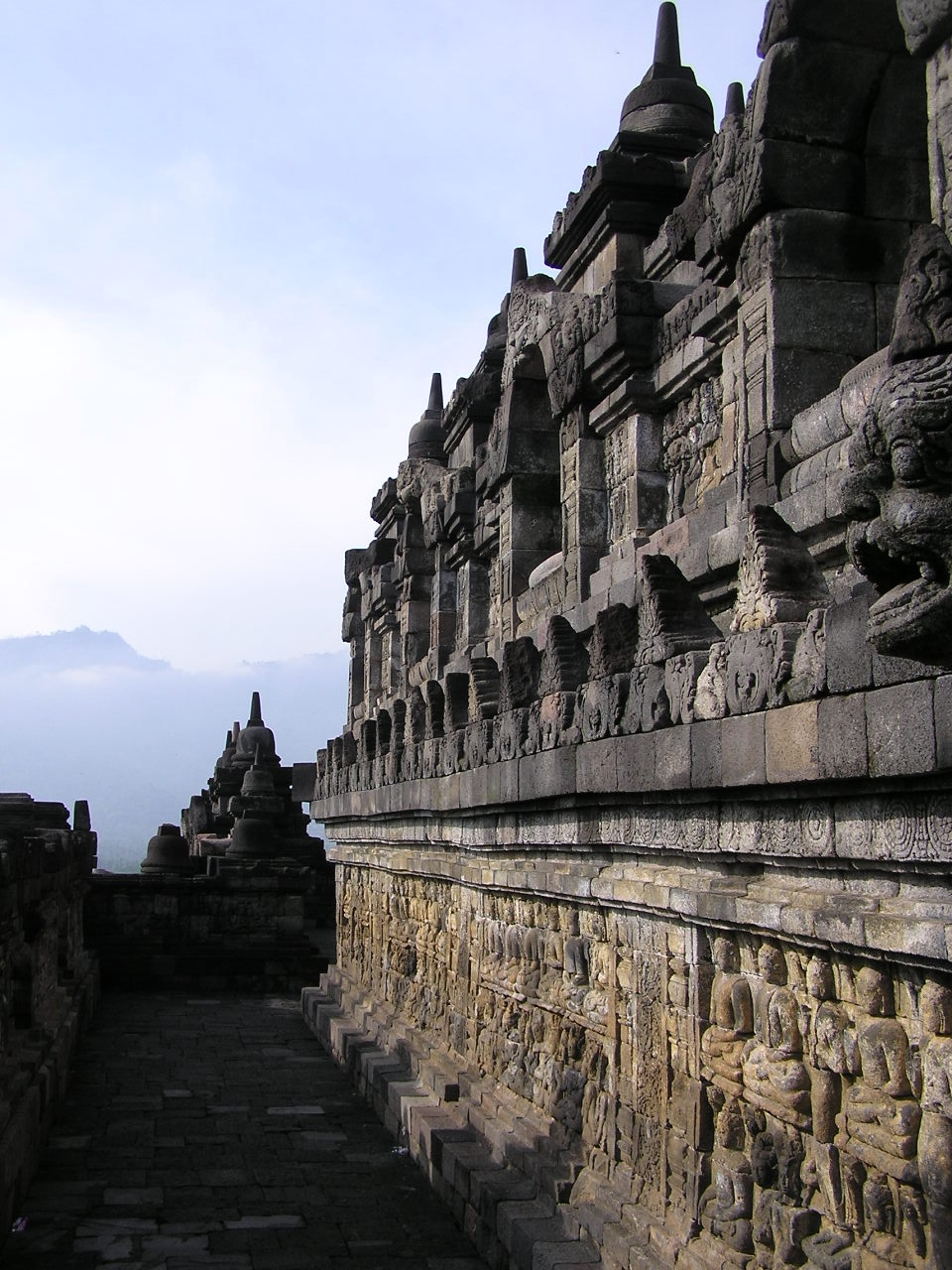
Un passadís estret amb relleus en la paret.

L'estructura vertical es pot dividir en tres seccions: base, centre (o cos) i cim, els quals recorden la figura del cos humà. La base és un quadrat de 123x123 m aproximadament i té una alçada de 4 metres. El centre està compost per cinc plataformes quadrades, les quals van disminuint la seva altura a mesura que s'ascendeix. La primera terrassa està situada a 7 metres de la vora de la base. Les altres terrasses són a 2 metres, deixant un corredor estret en cada plataforma. El cim consisteix en 3 plataformes circulars, cadascuna posseeix un grup de stupes perforades, les quals estan distribuïdes formant cercles concèntrics. Hi ha una cúpula principal al centre; la punta d'aquesta és la part més alta del monument (35 metres sobre el nivell de terra). L'accés a aquesta part és mitjançant unes escales que posseeixen diverses portes, les quals estan protegides per 32 estàtues de lleons. L'entrada principal està situada a la part est, on es troben els primers relleus. En els vessants del turó hi ha escales que connecten el monument amb la plana.
La divisió del monument simbolitza les tres etapes de preparació mental per aconseguir la meta final segons la cosmologia budista, anomenats  Kamadhatu  (el món dels desitjos), Rupadhatu (el món de les formes) i finalment Arupadhatu (el món sense formes). Kamadhatu és representat per la base, Rupadhatu per les cinc plataformes quadrades (al centre), i Arupadhatu per les plataformes circulars i l'stupa principal. L'arquitectura de les tres estacions presenta diferències metafòriques. A Rupadhatu hi ha una estructura més recta i detallada, la qual desapareix per convertir-se en les plataformes circulars d' Arupadhatu.
L'any 1885, va ser descoberta una nova estructura la qual estava oculta sota la base. La "base oculta" posseeix relleus, 160 dels quals corresponen a narracions que descriuen el Kamadhatu real. Els relleus restants són panells amb inscripcions curtes que aparentment descriuen les instruccions dels escultors, il·lustrant l'escena a ser tallada. Un revestiment oculta la veritable base, la funció roman com un misteri. Es va pensar que aquesta base havia de ser coberta per prevenir un possible enfonsament del monument. Hi ha una altra teoria, la qual sosté que va ser agregat a causa d'un error en el disseny de la base original, el qual havia de basar-se en les indicacions de Vastu Shastra, un antic llibre d'arquitectura i urbanisme. El revestiment, però, va ser construït amb un disseny detallat i meticulós, el qual va servir com a compensació estètica i religiosa.

## Relleus
| Distribució dels panells narratius | Distribució dels panells narratius | Distribució dels panells narratius | Distribució dels panells narratius |
| secció                             | ubicació                           | història                           | # panells                          |
| ---------------------------------- | ---------------------------------- | ---------------------------------- | ---------------------------------- |
| base oculta                        | paret                              | Karmavibhangga                     | 160                                |
| primera galeria                    | paret principal                    | Lalitavistara                      | 120                                |
| primera galeria                    | paret principal                    | Jataka/Avadana                     | 120                                |
| primera galeria                    | balustres                          | Jataka/Avadana                     | 372                                |
| primera galeria                    | balustres                          | Jataka/Avadana                     | 128                                |
| segona galeria                     | paret principal                    | Gandavyuha                         | 128                                |
| segona galeria                     | balustres                          | Jataka/Avadana                     | 100                                |
| tercera galeria                    | paret principal                    | Gandavyuha                         | 88                                 |
| tercera galeria                    | balustres                          | Gandavyuha                         | 88                                 |
| quarta galeria                     | paret principal                    | Gandavyuha                         | 84                                 |
| quarta galeria                     | balustres                          | Gandavyuha                         | 72                                 |
| Total                              | Total                              | Total                              | 1.460                              |

Borobudur té aproximadament 2.670 baix relleus individuals (1.460 panells narratius i 1.212 decoratius), els quals cobreixen la superfície de la façana i els balustres. La superfície total ocupada per aquests relleus és de 2.500 m² i estan distribuïts a la base oculta (Kamadhatu) i les cinc plataformes quadrades (Rupadhatu).
Els panells narratius, que expliquen la història de Sudhana i Manohara, estan agrupats en 11 sèries, que envolten el monument amb una llargada de 3.000 metres. La base oculta conté la primera sèrie amb 160 panells narratius i les 10 sèries restants estan distribuïdes al llarg de parets i balustres en quatre galeries, començant per l'entrada situada a la banda est del monument. Els panells narratius de les parets es llegeixen de dreta a esquerra, mentre que en els balustres és d'esquerra a dreta. Això s'ajusta a pradaksina, el ritual de circumval·lació realitzat pels pelegrins que es mouen en el sentit de les agulles del rellotge, deixant el santuari al seu costat dret.
La base oculta narra la història de la llei del karma. Les parets de la primera galeria tenen dues sèries de relleus sobreposats; cadascuna consisteix en 120 panells. La part superior mostra la biografia de Buda, mentre que la part inferior de la paret, i fins i tot alguns balustres situats en les dues primeres galeries, mostren les vides anteriors de Buda. Els panells restants estan centrats en la recerca del Sudhana; que intentava trobar la màxima saviesa.

### La llei del karma (Karmavibhangga)
Els 160 panells ocults no narren una història contínua, però cada panell mostra una il·lustració de causa i efecte. Hi ha exemples de certes activitats inadequades, des de tafanejar, fins a assassinar, cadascuna amb el seu càstig corresponent. Hi ha fins i tot activitats lloables, com la caritat i el pelegrinatge a santuaris, amb les seves retribucions corresponents. També estan il·lustrats els sofriments de l'infern i plaers del cel. Hi ha a més escenes de la vida diària, al costat del panorama del samsara (el cicle infinit de la vida i la mort).

### El naixement de Buda (Lalitavistara)

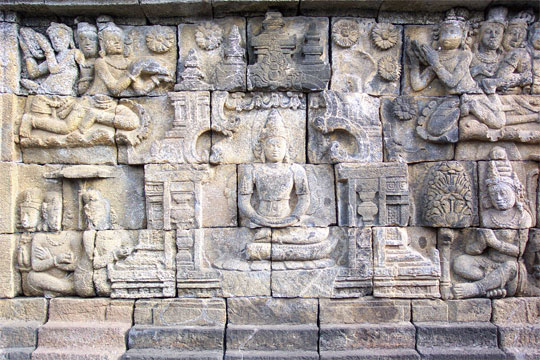
Relleu a la paret d'un passadís.

La història comença amb el gloriós descens de Buda del cel Tusita, i acaba amb el primer sermó al parc Deer prop de Benarés. El relleu mostra el naixement de Buda com el príncep Siddhārtha, fill del rei Śuddhodana i la reina Māiā de Kapilavastu (actualment Nepal).
La història és precedida per 27 panells que mostren diverses representacions, al cel o la terra, per rebre l'última encarnació de Bodhisattva. Després de descendir del cel Tusita, Bodhisattva va coronar al seu successor, el futur Maitreya. Va descendir a la terra amb la forma d'un elefant blanc amb sis ullals, després va entrar al ventre de la reina Māiā pel costat dret. La reina va tenir un somni d'aquest succés, la interpretació va ser que el seu fill seria un sobirà o Buda.
Quan la reina Māiā va pensar que era moment de donar a llum, es va dirigir a parc Lumbini fora de la ciutat Kapilavastu. Es va situar sota un arbre Plaska, i sostenint una branca amb la seva mà dreta va donar a llum al seu fill, el príncep Siddhārtha. La història dels panells continua fins que el príncep es converteix en Buda.

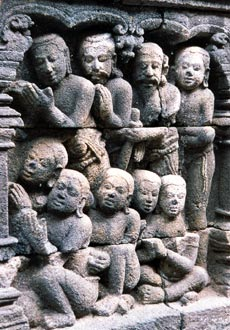
Pedra amb un detallat relleu.

### Història del príncep Siddhārtha (Jataka) i altres persones llegendàries (Avadana)
Els jataka són històries sobre Buda després de néixer com el príncep Siddhārtha. Els Avadana són similars als jataka, però el protagonista no és Bodhisattva. Els actes sagrats en els avadana són atribuïts a altres persones llegendàries. Els jataka i avadana estan en una mateixa sèrie de relleus a Borobudur.
Els primers 20 panells inferiors, situats en la paret de la primera galeria, narren el Sudhanakumaravadana o gestes del príncep Sudhanakumara. Els primers 135 panells superiors, situats en els balustres de la mateixa galeria, estan centrats en les 34 llegendes del Jatakamala. Els 237 panells restants narren les històries d'altres fonts, com també la sèrie inferior de panells corresponents a la segona galeria. Alguns contes jataka estan representats dues vegades, per exemple la història del rei Sibhi.

### La recerca de Sudhana (Gandavyuha)
Gandavyuha és la història explicada en l'últim capítol del Avatamsaka Sutra, en Sudhana i la seva recerca de la saviesa màxima. Ocupa dues galeries (tercera i quarta) i meitat de la segona; abastant un total de 460 panells. La principal figura de la història, el jove Sudhana, fill d'un adinerat comerciant, apareix en el panell número 16. Els 15 anteriors conformen un pròleg dels miracles durant el samadhi de Buda al jardí de Jeta a Sravasti.
Durant la seva recerca, Sudhana visita com a mínim a 30 mestres, però cap el satisfà completament. Després d'això és instruït per Manjushri per conèixer al monjo Megasri, de qui rep la primera doctrina. El viatge de Sudhana continua i coneix (en el següent ordre) a Supratisthita, el metge Megha (esperit de el coneixement), el banquer Muktaka, el monjo Saradhvaja, l'Upasika Nansa (esperit de la il·luminació suprema), Bhismottaranirghosa, el Brahman Jayosmayatna, la princesa Maitrayani, el monjo Sudarsana, un nen anomenat Indriyesvara, la Upasika Prabhuta, el banquer Ratnachuda, el rei Anala, al déu Shivá, la reina Māiā, Maitreya i finalment torna amb Manjushri. Després de cada trobada Sudhana adquireix una doctrina específica, coneixement i saviesa. Aquestes trobades estan presents en la tercera galeria.
Després de l'última trobada amb Manjushri, Sudhana es dirigeix a la residència de Bodhisattva Samantabhadra; succés que és exemplificat en la quarta galeria. Tota la quarta galeria està centrada en els ensenyaments de Samantabhadra. Els panells narratius acaben amb l'assoliment de Sudhana del coneixement màxim i la veritat última.

## Estàtues de Buda

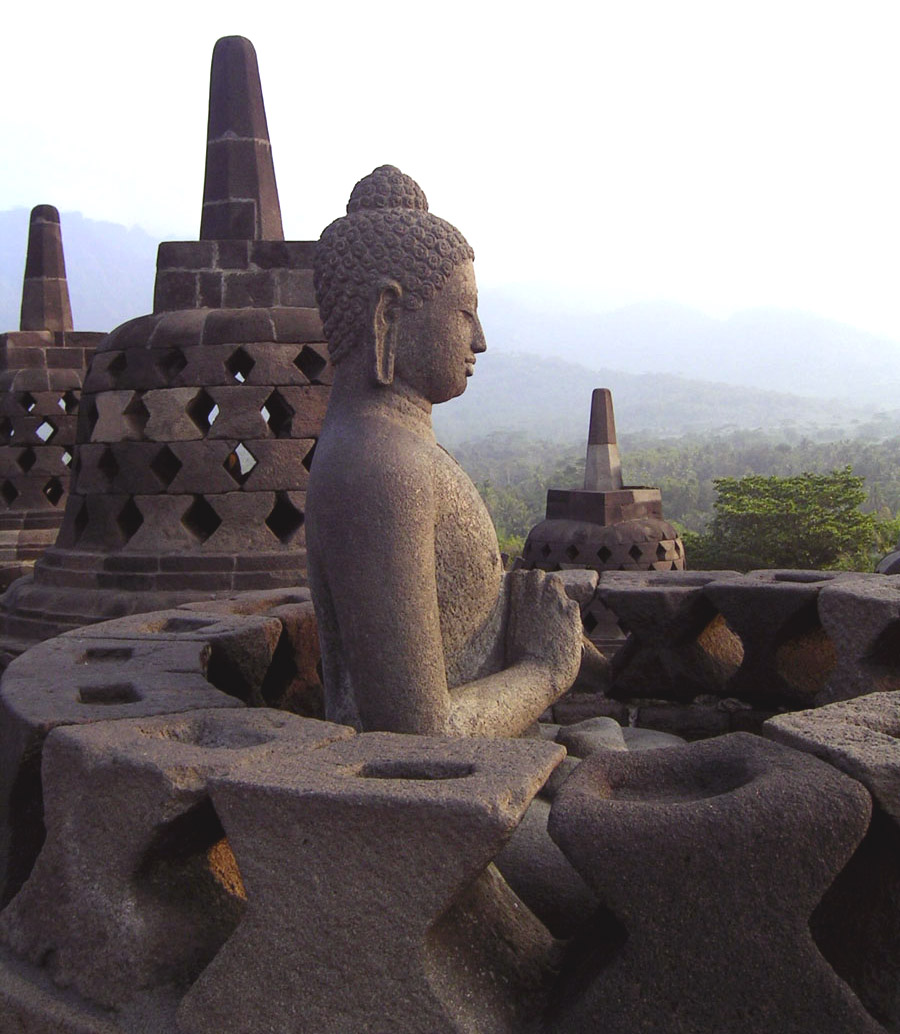
Una estàtua de Buda amb les mans en la posició dharmachakra mudra (la Roda de la Dharma).

A més dels relleus que narren la història de la cosmologia budista, Borobudur presenta diverses estàtues de Buda. Aquestes estàtues estan assegudes amb les cames creuades en posició de flor de lotus, i distribuïdes en les cinc plataformes quadrades (nivell Rupadhatu) i en la plataforma superior (nivell Arupadhatu).
Les estàtues del nivell Rupadhatu estan ubicades en nínxols, ordenats en files a la banda exterior dels balustres. A mesura que s'ascendeix, les plataformes disminueixen la seva altura, com també el nombre d'estàtues en cadascuna. El primer conjunt de balustres té 104 nínxols, el segon 104, el tercer 88, el quart 72 i el cinquè 64. En total, hi ha 432 estàtues de Buda en el nivell Rupadhatu. En el nivell Arupadhatu (o les tres plataformes circulars), les estàtues estan dins dels stupes perforats. La primera plataforma circular posseeix 32 stupes, la segona 24 i la tercera 16, la qual cosa suma un total de 72. De les 504 estàtues en total, prop de 300 estan mutilades (principalment decapitades) i 43 estan perdudes.

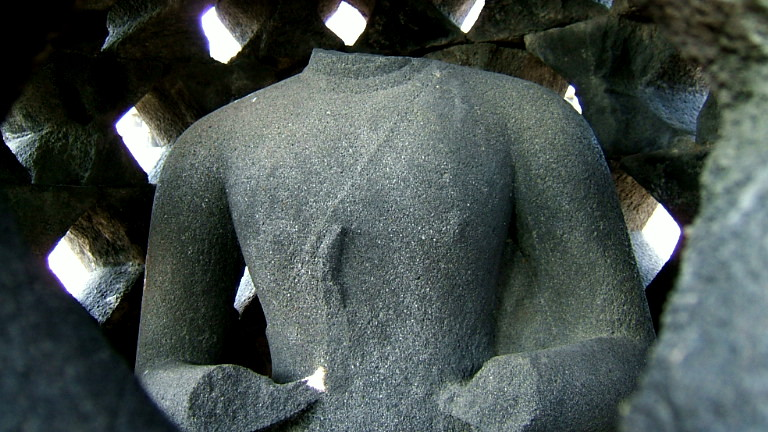
Estàtua decapitada dins d'un stupa.

A primera vista, totes les estàtues de Buda són iguals, però presenten petites diferències entre els seus mudras o posició de les mans. Existeixen 5 grups de mudra: Nord, Est, Sud, Oest i Zenit, els quals representen els cinc punts cardinals segons el Mahayana. Els primers quatre balustres contenen els quatre primers mudres: Nord, Est, Sud i Oest, representats per la direcció de les mans de l'estàtua. Les estàtues de Buda situades en el cinquè balustre i dins dels 72 stupes a les plataformes superiors, tenen el mateix mudra: Zenit. Cada mudra representa un dels Cinc Budas Dhyani; cada un té el seu propi simbolisme. Són Abhaya mudra per a Amogashiddi (nord), Vara mudra per a Ratnasambhava (sud), Dhyana mudra per a Amitābha (oest), Bhumisparsa mudra per a Aksobhya (est) i dharmachakra mudra per a Vairocana (zenit).

## Restauració
Borobudur va atreure l'atenció l'any 1885, quan Yzerman, el president de la Societat Arqueològica de Yogyakarta, va fer el descobriment de la base amagada. Les fotografies que mostren el descobriment d'aquesta base van ser preses entre 1890 i 1891. El descobriment va obligar el govern de les Índies Orientals Neerlandeses a encarregar-se de la cura d'aquest monument. L'any 1900, el govern va designar una comissió integrada per tres oficials per avaluar el monument: Brandes, l'historiador d'art, Theodoor van Erp, enginyer de l'exèrcit holandès, i Van de Kamer, enginyer del departament d'Obres Públiques.
L'any 1902, la comissió va crear un pla de proposta per al govern consistent en tres parts. Primer, s'havien de reparar les cantonades per evitar accidents, a més de retirar les pedres que posessin en perill les parts adjacents, reforçar els balustres i reparar nínxols, arcs, stupes i la cúpula principal. Segon, voltar els patis, proporcionar un manteniment adequat i millorar el drenatge reparant el sòl i les canelles. Tercer, tots els enderrocs havien de ser retirats, aclarir el monument, retirar les pedres desfigurades i reparar la cúpula principal. El cost total era per a aquest temps de 48.800 florins neerlandesos aproximadament.

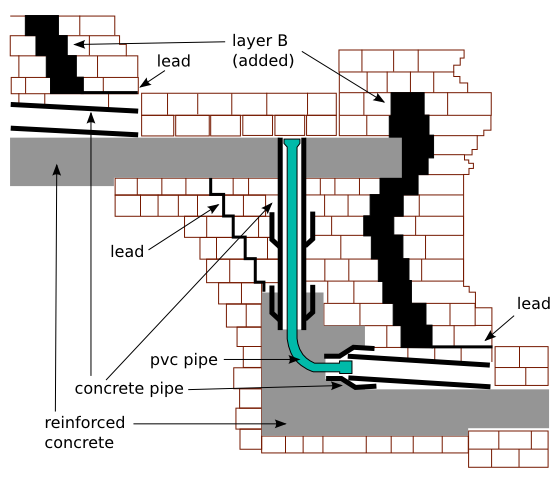
Tècnica utilitzada per millorar el drenatge de Borobudur durant la restauració de 1973. Consistia en la incorporació de ciment i canonades de PVC.

La restauració va ser duta a terme entre 1907 i 1911, basant-se en els principis de l¡anastilosi i sota el comandament de Theodor van Erp.  Els primers set mesos d'aquesta restauració van consistir a excavar al voltant del monument per buscar caps d'estàtues i panells de pedra perduts. Van Erp va desmuntar i reconstruir les tres plataformes circulars i les stupes corresponents. En passar el temps, Van Erp va descobrir més coses que restaurar en el monument, el que va requerir un total de 34.600 florins més. A primera vista Borobudur havia recuperat la seva antiga glòria.
A causa del limitat pressupost, la restauració es va centrar a netejar les escultures, però Van Erp no va poder resoldre el problema del drenatge. Durant quinze anys, les parets de les galeries van començar a oscil·lar i van aparèixer nous signes d'esquerdament i deteriorament. Van Erp va utilitzar ciment, però això va causar alguns problemes, i per això era necessari una nova restauració.
Des de llavors es van fer petites reparacions, però cap de general. A finals dels anys 60, el govern d'Indonèsia va ordenar una restauració que assegurés la protecció del monument. L'any 1973, es va iniciar un pla per reparar Borobudur. El govern d'Indonèsia i la UNESCO es van fer càrrec d'aquest projecte de restauració entre 1975 i 1982. Els fonaments van ser estabilitzats i els 1.460 panells netejats. Durant la restauració es van desmuntar les cinc plataformes quadrades i es va millorar el sistema de drenatge, incrustant canonades en el monument. A més es van agregar capes impermeables i de filtre. En aquest projecte van estar involucrades 600 persones i va tenir un cost total de US $ 6.901.243. Quan la renovació va ser acabada, la Unesco va nomenar a Borobudur patrimoni de la Humanitat l'any 1991.